# Specie di Fuchsia
Elenco delle Specie di Fuchsia:

## A

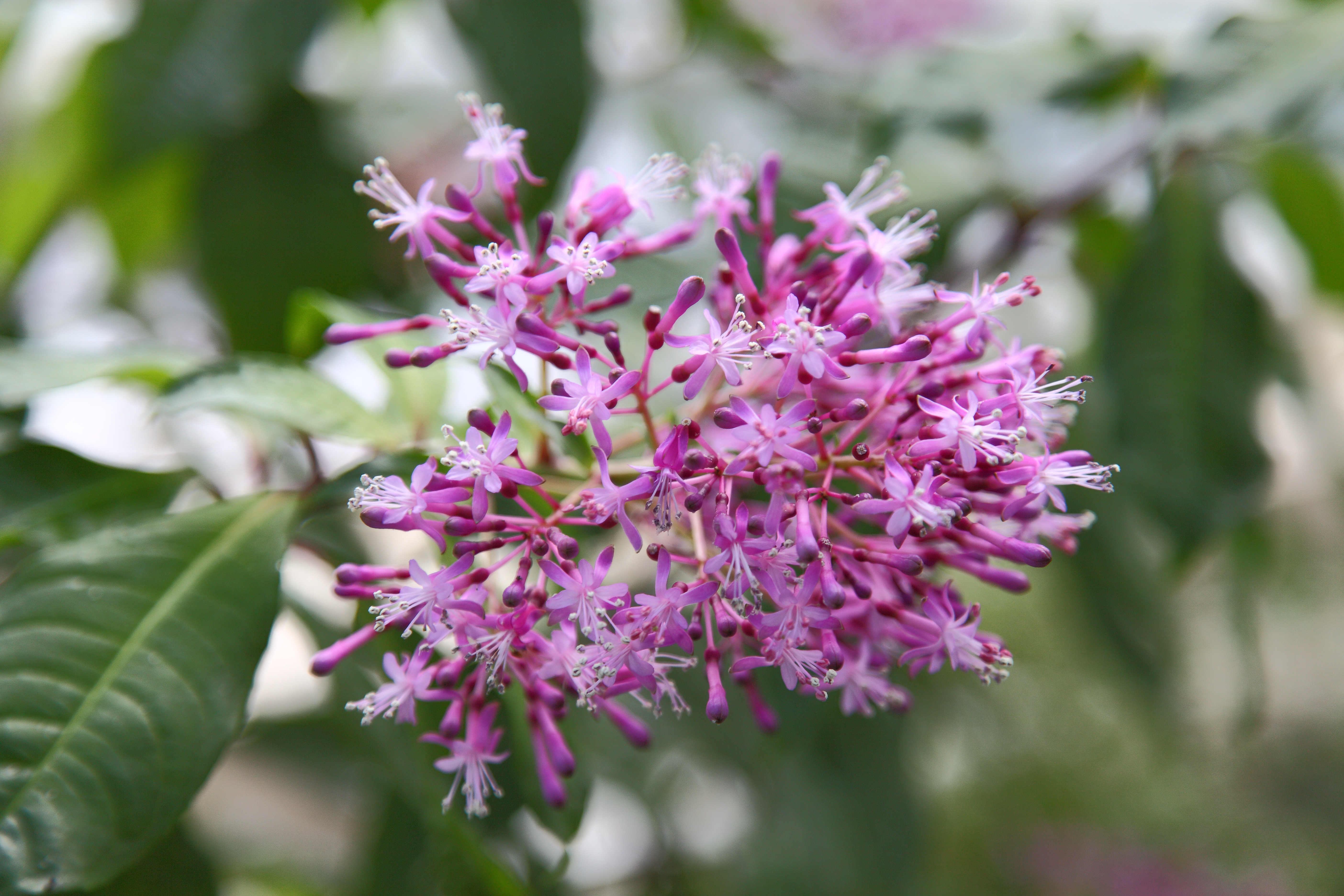
Fuchsia arborescens.

- Fuchsia abrupta I.M.Johnst.
- Fuchsia alpestris Gardner
- Fuchsia ampliata Benth.
- Fuchsia andrei I.M.Johnst.
- Fuchsia apetala Ruiz & Pav.
- Fuchsia aquaviridis P.E.Berry
- Fuchsia arborescens Sims
- Fuchsia austromontana I.M.Johnst.
- Fuchsia ayavacensis Kunth

## B
- Fuchsia × bacillaris Lindl.
- Fuchsia boliviana Carrière
- Fuchsia bracelinae Munz
- Fuchsia brevilobis P.E.Berry

## C
- Fuchsia campii P.E.Berry

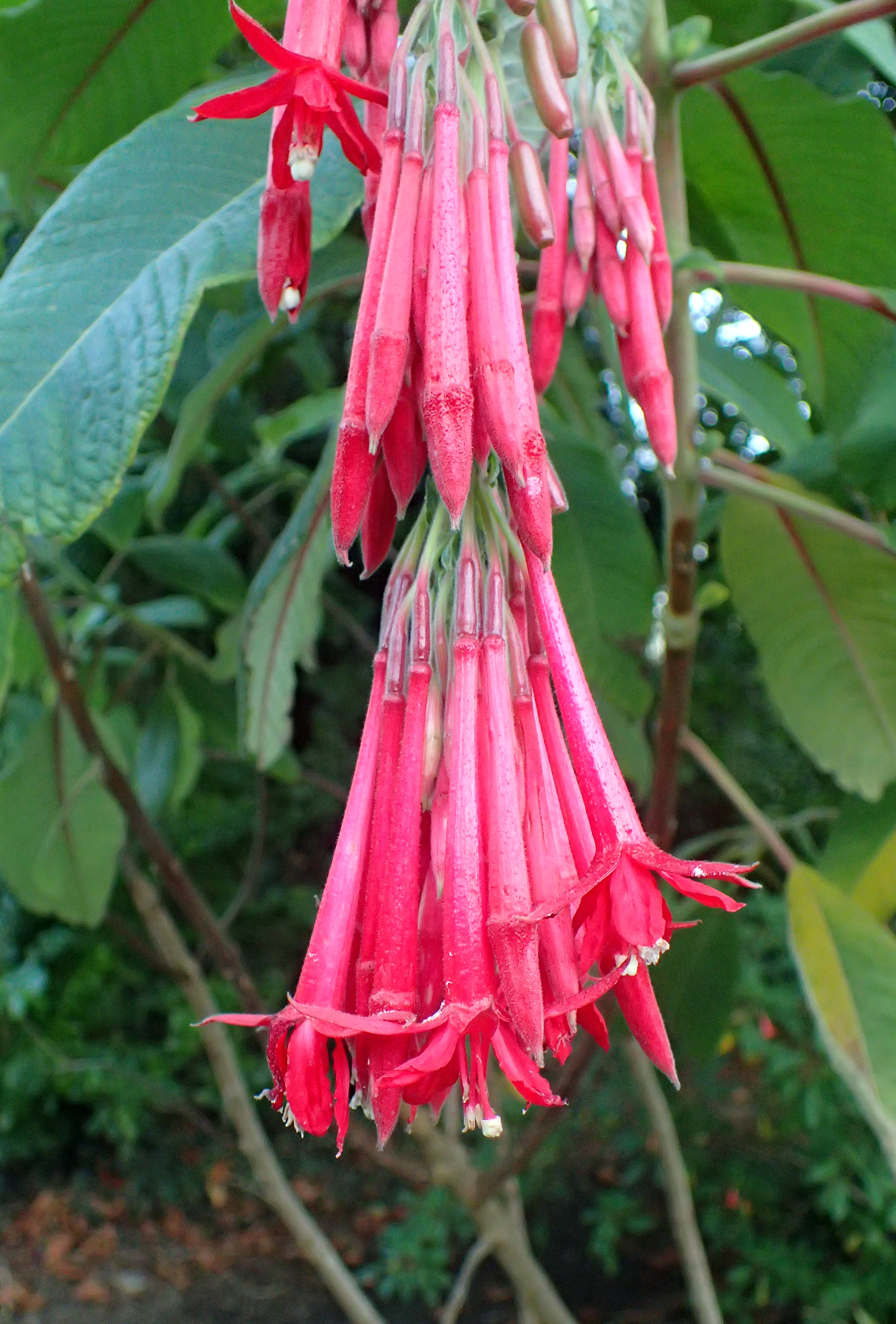
Fuchsia corymbiflora.

- Fuchsia campos-portoi Pilg. & G.K.Schulze
- Fuchsia canescens Benth.
- Fuchsia caucana P.E.Berry
- Fuchsia ceracea P.E.Berry
- Fuchsia cestroides Schulze-Menz
- Fuchsia chloroloba I.M.Johnst.
- Fuchsia cinerea P.E.Berry
- Fuchsia coccinea Aiton
- Fuchsia cochabambana P.E.Berry
- Fuchsia × colensoi Hook.f.
- Fuchsia confertifolia Fielding & Gardner
- Fuchsia coriaceifolia P.E.Berry
- Fuchsia corollata Benth.
- Fuchsia corymbiflora Ruiz & Pav.
- Fuchsia crassistipula P.E.Berry
- Fuchsia cuatrecasasii Munz
- Fuchsia cyrtandroides J.W.Moore

## D
- Fuchsia decidua Standl.
- Fuchsia decussata Ruiz & Pav.
- Fuchsia denticulata Ruiz & Pav.
- Fuchsia dependens Hook.

## E
- Fuchsia encliandra (Zucc.) Steud.

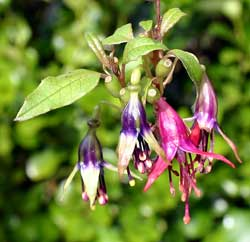
Fuchsia excorticata.

- Fuchsia excorticata (J.R.Forst. & G.Forst.) L.f.
- Fuchsia × experscandens Allan

## F
- Fuchsia ferreyrae P.E.Berry
- Fuchsia fontinalis J.F.Macbr.
- Fuchsia fulgens Moc. & Sessé ex DC.
- Fuchsia furfuracea I.M.Johnst.

## G
- Fuchsia garleppiana Kuntze & Wittm.
- Fuchsia gehrigeri Munz
- Fuchsia glaberrima I.M.Johnst.
- Fuchsia glazioviana Taub.

## H

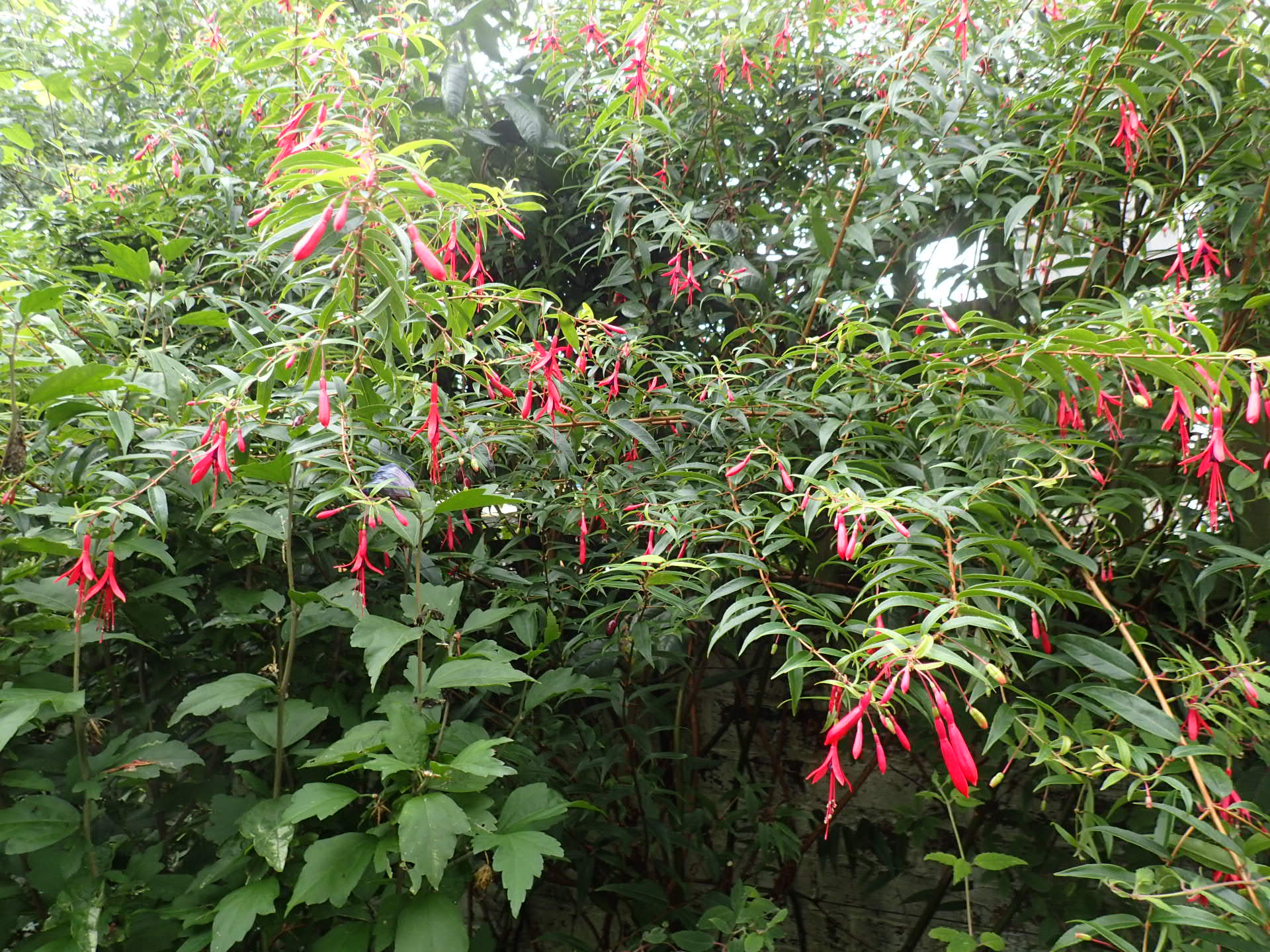
Fuchsia hatschbachii.

- Fuchsia harlingii Munz
- Fuchsia hartwegii Benth.
- Fuchsia hatschbachii P.E.Berry
- Fuchsia hirtella Kunth
- Fuchsia huanucoensis P.E.Berry
- Fuchsia hypoleuca I.M.Johnst.

## I
- Fuchsia inflata Schulze-Menz
- Fuchsia insignis Hemsl.

## J
- Fuchsia jimenezii Breedlove, P.E.Berry & P.H.Raven
- Fuchsia juntasensis Kuntze

## K
- Fuchsia kirkii Hook.f. ex Kirk

## L
- Fuchsia lehmannii Munz
- Fuchsia llewelynii J.F.Macbr.
- Fuchsia loxensis Kunth
- Fuchsia lycioides Andrews

## M

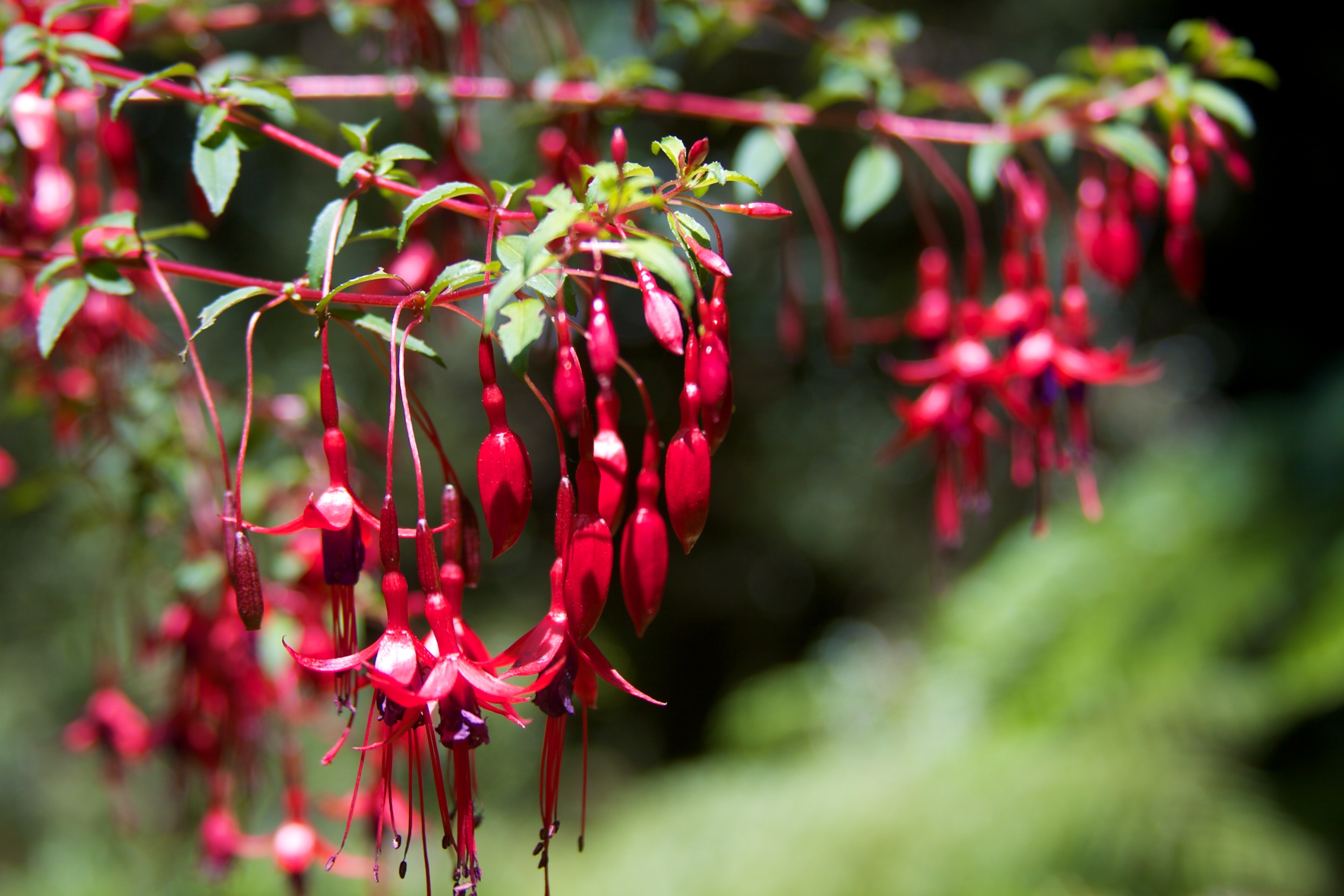
Fuchsia magellanica.

- Fuchsia macropetala C.Presl
- Fuchsia macrophylla I.M.Johnst.
- Fuchsia macrostigma Benth.
- Fuchsia magdalenae Munz
- Fuchsia magellanica Lam.
- Fuchsia mathewsii J.F.Macbr.
- Fuchsia membranacea Hemsl.
- Fuchsia mezae P.E.Berry & Hermsen
- Fuchsia microphylla Kunth

## N
- Fuchsia nana P.E.Berry
- Fuchsia nigricans Linden ex Planch.

## O
- Fuchsia obconica Breedlove
- Fuchsia orientalis P.E.Berry
- Fuchsia ovalis Ruiz & Pav.

## P

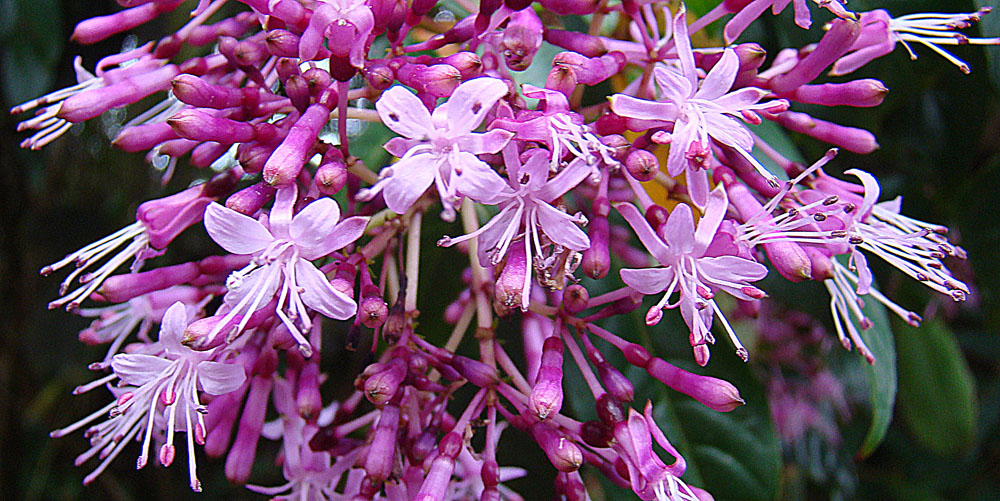
Fuchsia paniculata.

- Fuchsia pachyrrhiza P.E.Berry & B.A.Stein
- Fuchsia pallescens Diels
- Fuchsia paniculata Lindl.
- Fuchsia parviflora Lindl.
- Fuchsia perscandens Cockayne & Allan
- Fuchsia petiolaris Kunth
- Fuchsia pilaloensis P.E.Berry
- Fuchsia pilosa Fielding & Gardner
- Fuchsia polyantha Killip ex Munz
- Fuchsia pringsheimii Urb.
- Fuchsia procumbens R.Cunn.
- Fuchsia putumayensis Munz

## R
- Fuchsia ravenii Breedlove
- Fuchsia regia (Vand. ex Vell.) Munz
- Fuchsia rivularis J.F.Macbr.

## S
- Fuchsia salicifolia Hemsl.
- Fuchsia sanctae-rosae Kuntze
- Fuchsia sanmartina P.E.Berry
- Fuchsia scabriuscula Benth.
- Fuchsia scherffiana André
- Fuchsia sessilifolia Benth.

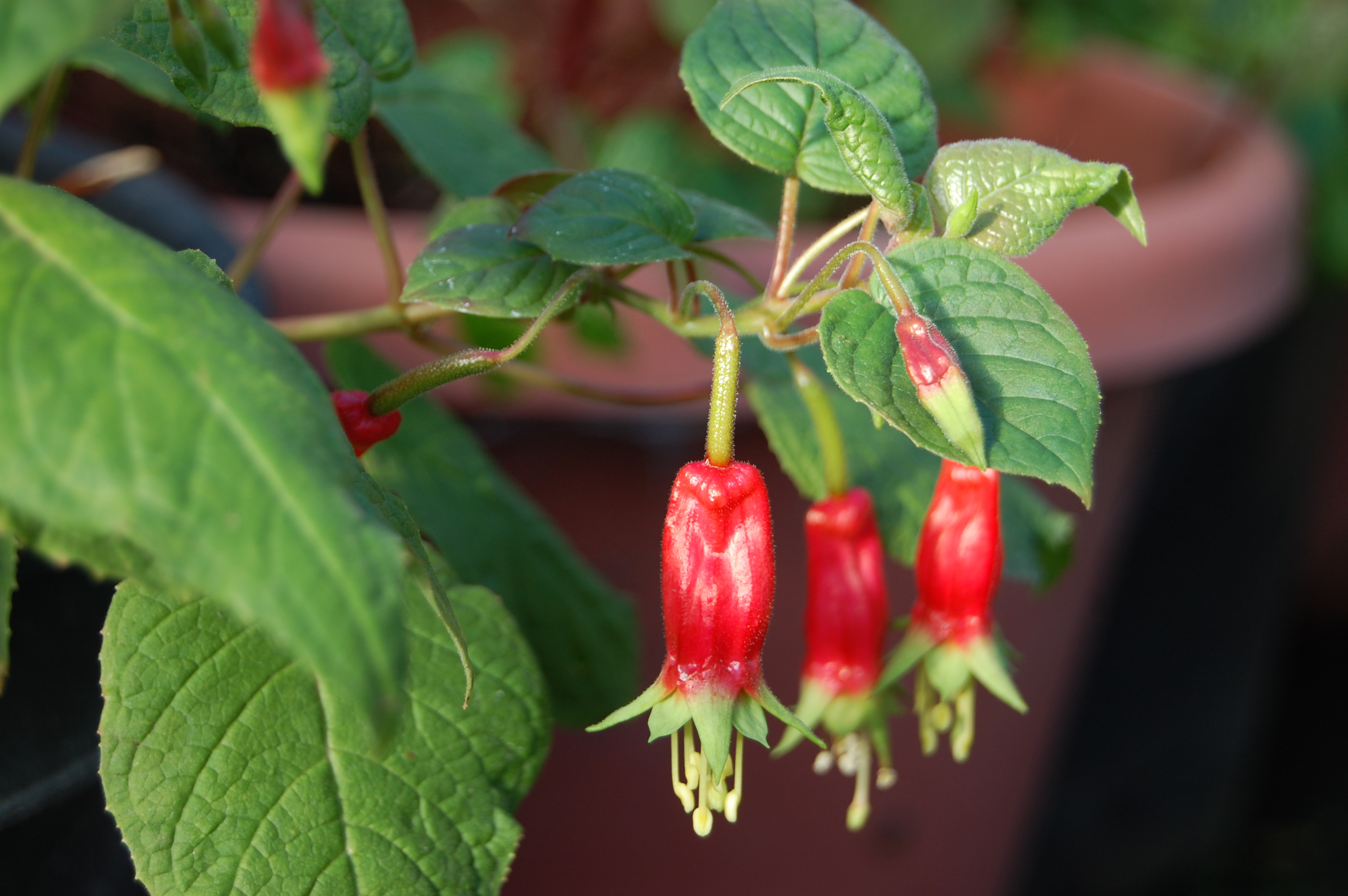
Fuchsia splendens.

- Fuchsia simplicicaulis Ruiz & Pav.
- Fuchsia splendens Zucc.
- Fuchsia steyermarkii P.E.Berry
- Fuchsia summa P.E.Berry
- Fuchsia sylvatica Benth.

## T

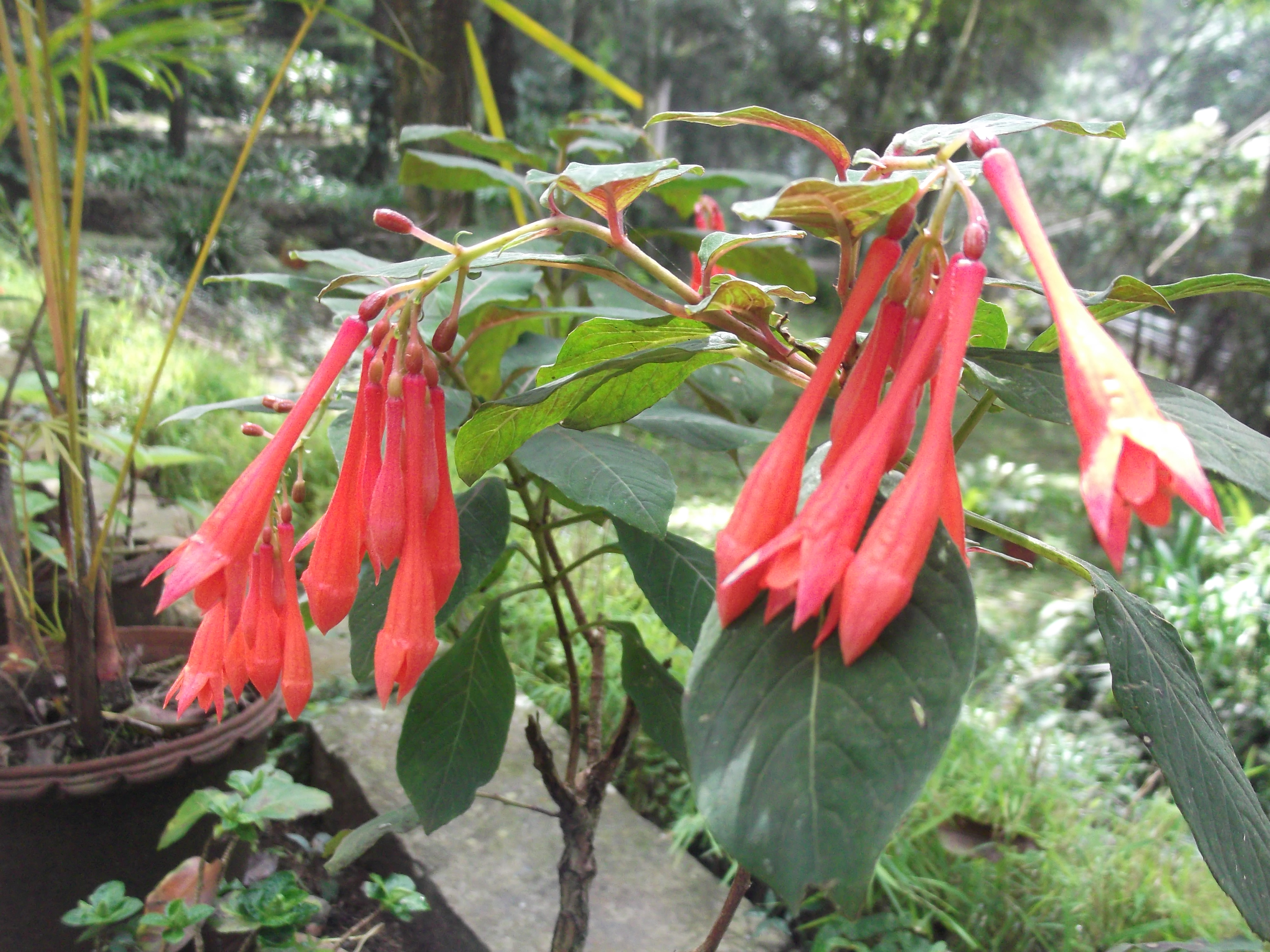
Fuchsia triphylla.

- Fuchsia thymifolia Kunth
- Fuchsia tillettiana Munz
- Fuchsia tincta I.M.Johnst.
- Fuchsia triphylla L.
- Fuchsia tunariensis Kuntze

## V
- Fuchsia vargasiana Munz ex Vargas
- Fuchsia venusta Kunth
- Fuchsia verrucosa Hartw. ex Benth.
- Fuchsia vulcanica André

## W
- Fuchsia wurdackii Munz